# 河内町東門寺
河内町東門寺（かわちまちとうもんじ）は熊本県熊本市西区の大字。郵便番号は861-5342。

## 地理
熊本市の北西部に位置し、金峰山の外輪山の中腹に位置する。南で河内町船津、東で北区貢町、北で河内町大田尾、西で河内町岳や河内町野出と隣接している。

### 河川
- 立福寺川
- 丸山谷川 - 当地付近に源を発する。
- 狢谷川 - 同上。当地付近に源を発する。

## 歴史
東門寺という地名は飽田郡東門寺村として江戸時代から存在していた。

### 沿革
- 1889年（明治22年）芳野村の大字となる。
- 1991年（平成3年）2月1日 - 河内町が熊本市と合併したことに伴い、河内町東門寺となる。

### 地名の由来
かつて当地に東門寺という寺院があった事にちなむという。

## 世帯数と人口
2024年（令和6年）5月1日現在の世帯数と人口は以下の通りである。
| 町丁         | 世帯数 | 人口  |
| ------------ | ------ | ----- |
| 河内町東門寺 | 43世帯 | 113人 |

## 小・中学校の学区
市立小・中学校に通う場合、学区は以下の通りとなる。
| 番地 | 小学校             | 中学校             |
| ---- | ------------------ | ------------------ |
| 全域 | 熊本市立芳野小学校 | 熊本市立芳野中学校 |

## 交通
- 熊本県道101号植木河内港線
- 熊本県道332号小天下硯川線

## 施設
- 拝ケ石巨石群
- 東門寺菅原神社